# Solfatar
Solfatar (av italienska solfo, zolfo, 'svavel') är en typ av fumarol. Ordet 'solfatar' kommer av benämningen solfatara på en solfatar i närheten av Neapel. Solfatarer avger huvudsakligen vattenånga med svavelväte.
När svavelvätet strömmar ut oxideras det av syret i luften och stora mängder av svavel kan då produceras. I närheten av solfatarer känns en påträngande lukt av ruttna ägg.
Det är i områden med sur ryolitmagma som de flesta solfatarer finns. Orsaken till detta är att ryolitmagman stelnar långsamt när den är på stort djup, och då avger den ångor. De heta ångorna gör att ryoliten sönderdelas till smetiga lerliknade berg. Dessa färgas i klargula och klarröda nyanser. När det finns järnsulfid ger den grå färg, medan järnoxid ger röd eller brun färg. Ett vackert exempel på solfatarer finns vid Landmannalaugar på södra Island.

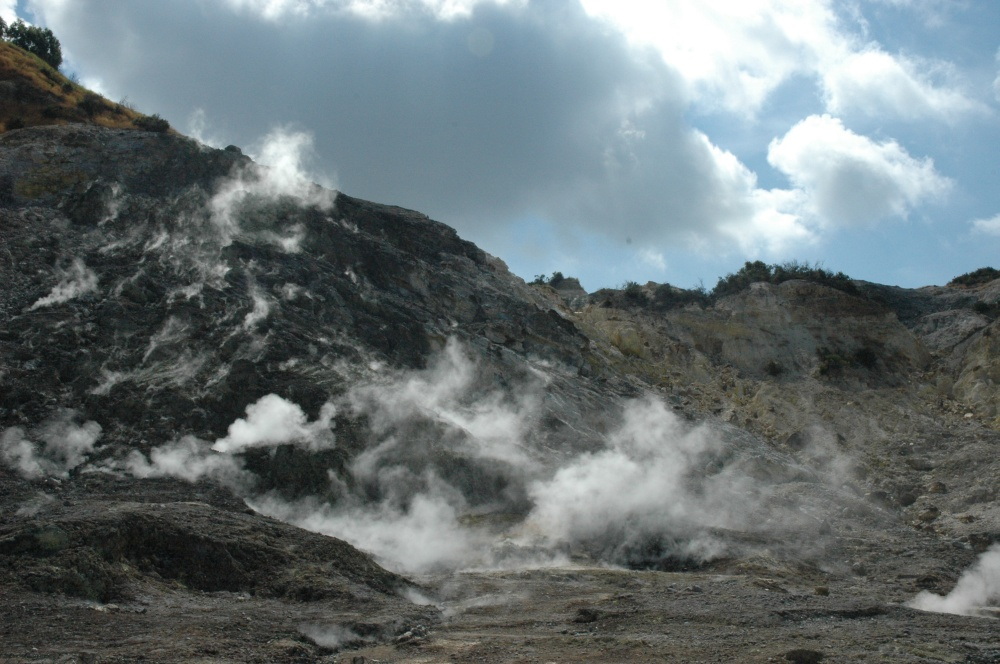
Campi Flegrei

Ett annat exempel är den plats som är upphov till ordet 'solfatar', Solfatara di Pozzuoli, som finns i Campi Flegrei, eller Flegreiska fälten, cirka 10 km väster om Vesuvius. I detta vulkaniskt aktiva område skedde det senaste vulkanutbrottet år 1538. Numera märks vulkanismen i området på de varma källorna och de utströmmande gaserna. 